# 渡邉裕司
渡邉 裕司（わたなべ ひろし、1958年 - ）は、日本の内科医、医学者（臨床薬理学・循環器内科学・血管病態学）。学位は医学博士（浜松医科大学）。浜松医科大学医学部教授、浜松医科大学医学部附属病院臨床研究管理センター長を経て、クロスアポイントメントにより国立研究開発法人国立国際医療研究センター臨床研究センター長（2016年4月～2019年3月）を兼任する。2018年より浜松医科大学理事・副学長、2025年より学長を務める。臨床薬理学の第一人者であるとともに、臨床医として肺高血圧症の治療薬開発にも携わってきた。また日本医療研究開発機構(AMED)の革新的医療技術創出拠点プロジェクトおよび難治性疾患実用化研究事業においてプログラムオフィサーを務める。医薬品医療機器総合機構(PMDA)の第6期科学委員会委員長(2022-2023年度)や日本医学会連合の推薦により厚生労働省医薬品等行政評価・監視委員会委員を担当している。

## 来歴

### 生い立ち
1958年、静岡県三島市生まれ。北海道大学医学部を経て、医師国家試験に合格し、浜松医科大学医学部附属病院にて研修医となったあと、浜松医科大学大学院医学研究科の博士課程を修了する。その後、ドイツ学術交流会(DAAD)奨学生としてハインリヒ・ハイネ大学デュッセルドルフの循環生理学研究所に留学した。

## 研究
専門は内科であり、特に臨床薬理学、循環器内科学、血管病態学などの分野を中心に研究している。循環器関連では、血管内皮細胞の細胞骨格と細胞内シグナル調節に関する研究を行い日本循環器学会からYoung Investigator's Award最優秀賞を授与されたのをはじめ日本心脈管作動物質学会賞は2年連続受賞している。また臨床薬理学の視点から、血管にまつわる病態や疾患に対する治療などに取り組んでいる。薬物動態と作用点での効果を調べ患者に適した医療の実現を目指し、日本の大学としては史上初めてとなる「臨床薬理内科」を起ち上げたことでも知られている。これらの業績に対しては、日本臨床薬理学会臨床薬理研究振興財団学術奨励賞やDIA Japan Award (Outstanding Contribution to Health Award)などを受賞している。
学会活動としては、日本臨床薬理学会学術総会長（2011年度）、同理事長（2015-18年度）、DIA Japan大会長(2014年度)、日本臨床試験学会学術集会総会長（2018年度）、日本肺高血圧・肺循環学会学術総会大会長(2019年度)、同理事長(2022-23年度)、日本レギュラトリーサイエンス学会学術大会長(2023年度）などを歴任し、国際基礎臨床薬理学連合の日本代表委員を務めた。公職を務めるとともに、学術誌『Cardiovascular Research』にて心臓を担当する編集委員を務めた。また、血管に関する研究に取り組んでいることから、マルファン症候群の患者団体にてアドバイザーなどを務めている。

## 略歴
- 1983年 - 北海道大学医学部　卒業
- 1983年 - 浜松医科大学医学部附属病院　研修医（第三内科）
- 1988年 - 浜松医科大学大学院博士課程　修了
- 1989年 - デュッセルドルフ大学　循環生理学研究所留学。
- 1994年 - 浜松医科大学医学部　第三内科　助手。
- 1998年 - 浜松医科大学医学部　臨床薬理学講座　助教授。
- 2005年 - 浜松医科大学医学部　臨床薬理学講座　教授。
- 2007年 - 浜松医科大学医学部附属病院　臨床薬理内科科長　兼任
- 2016年-2019年3月 国立研究開発法人　国立国際医療研究センター臨床研究センター長　（クロスアポイントメントによる兼任）
- 2018年 - 浜松医科大学　理事・副学長
- 2025年 - 浜松医科大学　学長

## 賞歴
- 1994年 - 第11回日本循環器学会Young Investigator's Award最優秀賞。
- 1998年 - 第2回日本心脈管作動物質学会賞。
- 1999年 - 第3回日本心脈管作動物質学会賞。
- 1999年 - 浜松医科大学同窓会学術奨励賞。
- 2002年 - 第13回日本臨床薬理学会臨床薬理研究振興財団学術奨励賞。
- 2015年　DIA Japan Award (Outstanding Contribution to Health Award)

## 著作
- 津谷喜一郎・渡邉裕司編著『ケーススタディから学ぶ医療政策――エビデンスからポリシーメーキングへ』ライフサイエンス出版、2007年。ISBN 9784897752341
- 渡邉裕司編集『GCPハンドブック――医薬品の臨床試験の実施の基準』4版、じほう、2009年。ISBN 9784840739405
- 渡邉裕司編集『医学生の基本薬』医学書院、2010年。ISBN 9784260008341